# Pieksänmaa
Pieksänmaa är en före detta kommun i landskapet Södra Savolax i Östra Finlands län. Pieksänmaa hade 8 603 invånare (per 2005-12-31) resp. 8 477 (per 2006-11-30) och hade en yta på 1 788,17 km², varav 1 534,33 km² var landområden .
Pieksänmaa var enspråkigt finskt.

## Administrativ historik
Kommunen Pieksänmaa grundades den 1 januari 2004 genom sammanslagning av de tidigare kommunerna Jäppilä, Pieksämäki landskommun och Virtasalmi. Bara tre år senare, den 1 januari 2007, upphörde kommunen då den sammanslogs med Pieksämäki stad.

## Politik

### Mandatfördelning i Pieksänmaa kommun, valet 2004
|  | 12 |  | 23 |  | 3 |

| 24 | 17 |

## Demografi

### Befolkningsutveckling
| Befolkningsutvecklingen i Pieksänmaa 2004–2006                                                        | Befolkningsutvecklingen i Pieksänmaa 2004–2006 | Befolkningsutvecklingen i Pieksänmaa 2004–2006 | Befolkningsutvecklingen i Pieksänmaa 2004–2006 | Befolkningsutvecklingen i Pieksänmaa 2004–2006 |
| --- | ---------------------------------------------- | ---------------------------------------------- | ---------------------------------------------- | ---------------------------------------------- |
| |                                                |                                                |                                                |                                                |
| År |                                                |                                                | Folkmängd                                      |                                                |
| 2004                                                                                                  | 2004                                           |                                                | 8 691                                          |                                                |
| 2005                                                                                                  | 2005                                           |                                                | 8 603                                          |                                                |
| 2006                                                                                                  | 2006                                           |                                                | 8 467                                          |                                                |
| Anm: Uppgifterna avser förhållandena den 31 december nämnda år enligt områdesindelningen samma datum. |                                                |                                                |                                                |                                                |